# 3514 Hooke
3514 Hooke è un asteroide della fascia principale. Scoperto nel 1971, presenta un'orbita caratterizzata da un semiasse maggiore pari a 3,9570642 au e da un'eccentricità di 0,1930973, inclinata di 3,50508° rispetto all'eclittica.
L'asteroide è dedicato al fisico inglese Robert Hooke.